# 従一位
従一位（じゅいちい）は、日本の位階及び神階の位の一つ。正一位の下に位し、正二位の上位にあたる。

## 概要
律令制下では、女王や、臣下の女性に与えられる最高位であった。太政大臣（正従一位相当官）や、本来は位階の序列に含まれない令外官である関白の多くが従一位に叙せられた。
また後に、本来は大臣の職に就くことができない公卿（羽林家・名家・半家）が従一位に昇叙した際には准大臣が宣下される慣習も定着した。
江戸時代には、将軍が引退し大御所となり、さらに太政大臣に任ぜられた場合には従一位に昇叙した。また、将軍の生母などが叙位された。三代将軍徳川家光の母である崇源院や五代将軍徳川綱吉の母である桂昌院はその例であり、桂昌院は従一位昇叙後「一位様」と敬称されたという。
明治時代には、江戸時代よりも従一位への昇叙が拡大した。従一位は公爵の初叙に相当し、公爵以下の爵位の者も年齢により従一位に昇叙することができた。叙位の際には天皇より親授される。
従一位より上の正一位の叙位・贈位はほとんど例がなく、鎌倉時代以降の生前叙位は三条実美ただ一人であり、贈位についても大正6年（1917年）の織田信長が最後の例となっている。したがって今日では事実上、従一位が栄典としての位階における最高位である。
生前叙位は1916年の鷹司熙通以降は無く、原則的に死没時に叙される。勲等では大勲位に相当する。日本国憲法施行後まもなくの頃は、かつて昭和天皇の側近であった宮中政治家の死没時に叙されることがあったが、その後は内閣総理大臣の中でも5年以上の長期政権を築き上げた者が死没時に叙位されるものとされており、贈位は1960年の鈴木貫太郎を最後に行われていない。叙位は1975年の佐藤栄作の後、長く行われていなかったが、2019年に中曽根康弘に、2022年には安倍晋三に対して行われた。

## 従一位に叙された人物
日付は叙位日（1872年12月2日までは旧暦）。没時追賜の場合は直前の位階を参考付記。叙位年がはっきりしている人物のみ記載。

### 古代・中世
- 石上麻呂 717年（霊亀3年）3月5日 （正二位）
- 橘諸兄 743年（天平15年）5月3日
- 藤原仲麻呂 760年（天平宝字4年）1月17日
- 藤原豊成 764年（天平宝字8年）9月24日
- 藤原永手 769年（神護景雲3年）2月
- 藤原是公 789年（延暦8年）9月19日 （従二位）
- 藤原良継 806年（大同元年）6月9日 （正三位）
- 藤原継縄 806年（大同元年）7月16日 （正二位）
- 藤原内麻呂 812年（弘仁3年）10月9日 （従二位）
- 藤原三守 840年（承和7年）7月7日 （従二位）
- 藤原緒嗣 843年（承和10年）7月23日 （正二位）
- 橘氏公 847年（承和14年）12月19日 （従二位）
- 藤原良房 857年（斉衡4年）4月19日
- 藤原基経 881年（元慶5年）1月15日
- 源融 887年（仁和3年）11月17日
- 藤原淑子 887年（仁和3年）11月21日
- 源多 888年（仁和4年）10月21日 （正二位）
- 藤原良世 900年（昌泰3年）11月18日 （従二位）
- 藤原忠平 932年（承平2年）3月29日
- 藤原定方 932年（承平2年）8月11日 （従二位）
- 藤原貴子  962年（応和2年）10月18日
- 藤原実頼 964年（康保元年）1月7日
- 藤原在衡 970年（天禄元年）10月20日 （従二位）
- 藤原兼通 975年（天延3年）1月7日
- 藤原頼忠 981年（天元4年）1月7日
- 藤原兼家 986年（寛和2年）1月7日
- 源雅信 987年（寛和3年）1月7日
- 藤原為光 987年（永延元年）10月14日
- 源倫子 1008年（寛弘5年）10月16日
- 藤原道長 1017年（寛仁元年）12月4日
- 藤原頼通 1021年（治安元年）7月25日
- 藤原公季 1021年（治安元年）7月25日
- 藤原実資 1037年（長暦元年）1月5日
- 藤原教通 1058年（天喜6年）1月7日
- 藤原頼宗 1058年（天喜6年）1月7日
- 藤原師実 1065年（康平8年）6月3日
- 源師房 1074年（延久6年）1月28日
- 藤原信長 1088年（寛治2年）1月17日
- 源顕房 1094年（寛治8年）1月5日
- 源俊房 1094年（寛治8年）1月5日
- 藤原師通 1096年（嘉保3年）1月5日
- 源師子 1109年（天仁2年）
- 藤原忠実 1112年（天永3年）3月11日
- 源雅実 1113年（天永4年）1月6日
- 藤原忠通 1122年（保安3年）12月17日
- 藤原家忠 1131年（天承元年）12月22日
- 源有仁 1131年（天承元年）12月22日
- 藤原宗忠 1136年（保延2年）
- 藤原頼長 1149年（久安5年）7月28日
- 三条実行 1151年（仁平元年）8月21日
- 徳大寺実能 1157年（保元2年）1月24日
- 藤原宗輔 1158年（保元3年）1月6日
- 平清盛 1167年（仁安2年）2月11日
- 松殿基房 1167年（仁安2年）2月11日
- 藤原忠雅 1168年（仁安3年）8月10日
- 九条兼実 1174年（承安4年）1月7日
- 藤原経宗 1174年（承安4年）1月7日
- 藤原師長 1177年（安元3年）3月5日
- 近衛基通 1180年（治承4年）4月21日
- 平宗盛 1183年（寿永2年）1月21日
- 藤原兼房 1194年（建久5年）1月6日
- 藤原兼雅 1198年（建久9年）1月5日
- 九条良経 1204年（建仁4年）1月5日
- 藤原頼実 1204年（建仁4年）1月5日
- 藤原範季 1205年（元久2年） （従二位）
- 近衛家実 1207年（建永2年）1月5日
- 藤原隆忠 1211年（承元5年）1月5日
- 八条良輔 1217年（建保5年）1月6日
- 三条公房 1221年（承久3年）1月5日
- 西園寺公経 1223年（貞応2年）1月27日
- 徳大寺公継 1225年（元仁2年）1月5日
- 九条道家 1231年（寛喜3年）7月5日
- 九条教実 1232年（貞永元年）12月12日
- 近衛兼経 1236年（嘉禎2年）2月30日
- 西園寺実氏 1236年（嘉禎2年）3月4日
- 二条良実 1236年（嘉禎2年）
- 九条良平 1238年（嘉禎4年）7月20日
- 三条実親 1240年（仁治元年）9月26日
- 源通宗 1242年（仁治3年）
- 一条実経 1246年（寛元4年）1月28日
- 久我通光 1246年（寛元4年）12月24日
- 鷹司兼平 1248年（宝治2年）10月23日
- 徳大寺実基 1254年（建長6年）1月5日
- 二条道良 1257年（正嘉元年）5月7日
- 西園寺公相 1257年（正嘉元年）5月7日
- 山階実雄 1262年（弘長2年）1月5日
- 近衛基平 1263年（弘長3年）1月6日
- 鷹司基忠 1268年（文永5年）1月7日
- 一条家経 1270年（文永7年）1月5日
- 九条忠家 1273年（文永10年）12月25日
- 花山院通雅 1275年（建治元年）8月27日
- 二条師忠 1277年（建治3年）1月5日
- 九条忠教 1279年（弘安2年）1月7日
- 近衛家基 1281年（弘安4年）1月5日
- 堀川基具 1283年（弘安6年）12月20日
- 粟田口良教 1285年（弘安8年）3月6日
- 鷹司兼忠 1288年（正応元年）12月20日
- 西園寺実兼 1289年（正応2年）10月18日
- 大炊御門信嗣 1289年（正応2年）閏10月14日
- 土御門定実 1292年（正応5年）8月14日
- 二条兼基 1294年（永仁2年）1月6日
- 洞院公守 1296年（永仁4年）1月5日
- 久我通基 1297年（永仁5年）10月1日
- 中院通頼 1297年（永仁5年）10月1日
- 堀川具守 1299年（永仁7年）4月12日
- 徳大寺公孝 1300年（正安2年）1月5日
- 九条師教 1300年（正安2年）1月5日
- 三条実重 1300年（正安2年）3月1日
- 二条教良 1300年（正安2年）1月5日
- 西園寺公衡 1301年（正安3年）1月6日
- 鷹司冬平 1301年（正安3年）1月6日
- 一条実家 1302年（正安4年）11月4日
- 近衛家平 1306年（嘉元4年）1月5日
- 近衛兼教 1310年（延慶3年）4月7日
- 久我通雄 1313年（正和2年）9月6日
- 二条道平 1314年（正和3年）1月7日
- 近衛経平 1315年（正和4年）1月6日
- 今出川公顕 1315年（正和4年）3月22日
- 中院通重 1316年（正和5年）10月4日
- 花山院師信 1317年（正和6年）6月21日
- 洞院実泰 1317年（正和6年）6月21日
- 六条有房 1318年（文保2年）1月11日
- 一条内経 1319年（文保3年）1月5日
- 三条公茂 1319年（文保3年）1月5日
- 花山院家定 1319年（文保3年）1月5日
- 大炊御門冬氏 1320年（元応2年）
- 今出川兼季 1328年（嘉暦3年）1月5日
- 鷹司冬教 1329年（嘉暦4年）1月5日
- 吉田定房 1330年（元徳2年）1月13日
- 久我長通 1330年（元徳2年）3月5日
- 大宮季衡 1330年（元徳2年）3月22日
- 近衛経忠 1330年（元徳2年）6月26日
- 万里小路宣房 1334年（建武元年）7月9日
- 洞院公賢 1335年（建武2年）1月5日
- 近衛基嗣 1338年（延元3年/建武5年）1月5日
- 一条経通 1342年（興国3年/暦応5年）1月5日
- 九条道教 1342年（興国3年/康永元年）11月8日
- 鷹司師平 1344年（興国5年/康永3年）1月5日
- 三条実忠 1346年（興国7年/貞和2年）1月6日
- 二条良基 1347年（正平2年/貞和3年）1月5日
- 大炊御門冬信 1349年（正平4年/貞和5年）12月21日
- 近衛道嗣 1355年（正平10年/文和4年）8月13日
- 九条経教 1355年（正平10年/文和4年）8月13日
- 徳大寺公清 1356年（正平11年/延文元年）12月25日
- 足利尊氏 1358年（正平13年/延文3年）6月3日 （正二位）
- 勧修寺経顕 1358年（正平13年/延文3年）8月13日
- 源宗明 1360年（正平15年/延文5年）4月
- 三条公忠 1362年（正平17年/貞治元年）12月27日
- 中院通冬 1363年（正平18年/貞治2年）1月24日
- 鷹司冬通 1363年（正平18年/貞治2年）4月20日
- 久我通相 1363年（正平18年/貞治2年）4月20日
- 洞院実夏 1364年（正平19年/貞治3年）4月14日
- 足利義詮 1367年（正平22年/貞治6年）12月20日 （正二位）
- 今小路良冬 1370年（正平25年/応安3年）6月21日
- 二条師良 1371年（建徳2年/応安4年）1月5日
- 正親町三条実継 1371年（建徳2年/応安4年）1月5日
- 西園寺実俊 1375年（文中4年/永和元年）3月13日
- 九条忠基 1376年（天授2年/永和2年）1月6日
- 近衛兼嗣 1379年（天授5年/永和5年）1月6日
- 二条師嗣 1379年（天授5年/永和5年）1月6日
- 柳原忠光 1379年（天授5年/永和5年）1月19日
- 勘解由小路兼綱 1379年（天授5年/永和5年）1月19日
- 足利義満 1380年（天授6年/康暦2年）1月5日
- 今出川公直 1381年（弘和元年/永徳元年）6月17日
- 正親町三条実音 1381年（弘和元年/永徳元年）6月17日
- 四辻善成 1381年（弘和元年/永徳元年）12月24日
- 今小路基冬 1382年（弘和2年/永徳2年）11月
- 徳大寺実時 1383年（弘和3年/永徳3年）9月4日
- 一条経嗣 1391年（元中8年/明徳2年）1月6日
- 久我具通 1391年（元中8年/明徳2年）1月6日
- 四条隆郷 1395年（応永2年）1月28日
- 土御門保光 1395年（応永2年）6月3日
- 今出川実直 1395年（応永2年）6月19日
- 万里小路嗣房 1395年（応永2年）7月2日
- 洞院公定 1395年（応永2年）8月16日
- 広橋仲光 1396年（応永3年）10月20日
- 三条実冬 1399年（応永6年）1月5日
- 足利義持 1402年（応永9年）11月19日
- 近衛良嗣 1403年（応永10年）1月6日
- 今小路師冬 1404年（応永11年）4月7日
- 大炊御門冬宗 1405年（応永12年）3月8日
- 日野資教 1405年（応永12年）11月11日
- 坊城俊任 1407年（応永14年）6月11日
- 裏松重光 1408年（応永15年）3月28日
- 今出川公行 1409年（応永16年）2月5日
- 二条満基 1410年（応永17年）1月5日
- 鷹司冬家 1411年（応永18年）
- 足利満詮 1418年（応永25年） （従二位）
- 九条満教 1419年（応永26年）1月6日
- 徳大寺公俊 1419年（応永26年）1月6日
- 西園寺実永 1421年（応永28年）1月5日
- 三条公光 1422年（応永29年）1月5日
- 甘露寺兼長 1422年（応永29年）2月7日
- 広橋兼宣 1423年（応永30年）1月5日
- 一条兼良 1425年（応永32年）1月5日
- 日野有光 1425年（応永32年）2月29日
- 洞院満季 1425年（応永32年）4月3日
- 大炊御門信経 1425年（応永32年）6月27日
- 裏辻実秀 1428年（応永35年）1月22日
- 足利義教 1430年（永享2年）10月17日
- 近衛房嗣 1438年（永享10年）12月
- 久我清通 1442年（嘉吉2年）1月5日
- 大炊御門信宗 1442年（嘉吉2年）1月5日
- 鷹司房平 1443年（嘉吉3年）1月6日
- 足利義勝 1443年（嘉吉3年）7月23日 （従四位下）
- 二条持通 1449年（文安6年）
- 万里小路時房 1450年（宝徳2年）4月11日
- 洞院実熙 1450年（宝徳2年）4月25日
- 西園寺公名 1450年（宝徳2年）4月25日
- 中院通淳 1451年（宝徳3年）
- 三条西公保 1451年（宝徳3年）1月5日
- 三条実量 1453年（享徳2年）1月5日
- 足利義政 1453年（享徳2年）3月26日
- 町資広 1456年（康正2年）1月5日
- 足利義量 1457年（康正3年）2月27日 （正四位下）
- 烏丸資任 1458年（長禄2年）9月11日
- 近衛教基 1459年（長禄3年）1月5日
- 一条教房 1459年（長禄3年）1月5日
- 正親町三条実雅 1459年（長禄3年）1月5日
- 中御門明豊 1459年（長禄3年）11月1日
- 四条隆盛 1459年（長禄3年）11月27日
- 正親町時季 1459年（長禄3年）12月3日
- 日野勝光 1465年（寛正6年）7月25日
- 久我通博 1466年（寛正7年）1月6日
- 徳大寺公有 1466年（寛正7年）1月6日
- 西園寺実遠 1467年（文正2年）1月5日
- 今出川教季 1467年（文正2年）1月5日
- 万里小路冬房 1467年（応仁元年）9月20日
- 二条政嗣 1474年（文明6年）6月19日
- 九条政基 1476年（文明8年）1月6日
- 広橋綱光 1477年（文明9年）1月3日
- 三条公敦 1477年（文明9年）12月29日
- 近衛政家 1479年（文明11年）3月23日
- 鷹司政平 1479年（文明11年）3月23日
- 大炊御門信量 1480年（文明12年）1月13日
- 中院通秀 1481年（文明13年）1月7日
- 柳原資綱 1482年（文明14年）
- 足利義尚 1483年（文明15年）3月21日
- 徳大寺実淳 1485年（文明17年）5月4日
- 武者小路資世 1487年（長享元年）7月22日
- 花山院政長 1488年（長享2年）1月10日
- 葉室教忠 1490年（延徳2年）8月19日
- 足利義視 1491年（延徳3年）2月24日 （正二位）
- 一条冬良 1492年（延徳4年）1月6日
- 今出川公興 1495年（明応4年）1月5日
- 近衛尚通 1495年（明応4年）1月10日
- 庭田雅行 1495年（明応4年）1月23日
- 勧修寺教秀 1496年（明応5年）6月5日
- 四条隆量 1497年（明応6年）9月29日
- 久我豊通 1501年（文亀元年）6月23日
- 正親町公兼 1507年（永正4年）2月28日
- 中御門宣胤 1511年（永正8年）11月10日
- 九条尚経 1514年（永正11年）2月5日
- 武者小路縁光 1515年（永正12年）10月21日
- 鷹司兼輔 1515年（永正12年）12月26日
- 三条実香 1515年（永正12年）12月26日
- 足利義澄 1521年（永正18年）8月12日 （従三位）
- 二条尹房 1522年（大永2年）1月5日
- 大炊御門経名 1522年（大永2年）1月7日
- 広橋守光 1526年（大永6年）3月14日
- 徳大寺公胤 1526年（大永6年）3月30日
- 甘露寺元長 1526年（大永6年）5月8日
- 近衛稙家 1527年（大永7年）4月17日
- 中御門宣秀 1531年（享禄4年）7月6日
- 足利義稙 1535年（天文4年）4月8日 （従二位）
- 久我通言 1535年（天文4年）11月10日
- 四条隆永 1538年（天文7年）4月14日
- 西園寺実宣 1540年（天文9年）1月6日
- 鷹司忠冬 1541年（天文10年）1月5日
- 一条房通 1541年（天文10年）1月5日
- 九条稙通 1541年（天文10年）1月5日
- 正親町実胤 1541年（天文10年）7月28日
- 三条公頼 1547年（天文16年）1月5日
- 甘露寺伊長 1548年（天文17年）12月26日
- 二条晴良 1549年（天文18年）1月5日
- 今出川公彦 1549年（天文18年）1月5日
- 足利義晴 1550年（天文19年）5月7日 （従三位）
- 一条兼冬 1551年（天文20年）5月29日
- 広橋兼秀 1551年（天文20年）12月28日
- 勧修寺尹豊 1551年（天文20年）12月28日
- 柳原資定 1551年（天文20年）12月28日
- 近衛前久 1555年（天文24年）1月13日
- 西園寺公朝 1559年（永禄2年）1月6日
- 飛鳥井雅綱 1562年（永禄5年）
- 足利義輝 1565年（永禄8年）6月7日 （従四位下）
- 烏丸光康 1568年（永禄11年）1月5日

### 近世
- 一条内基 1582年（天正10年）6月19日
- 九条兼孝 1582年（天正10年）6月19日
- 織田信長 1582年（天正10年）10月9日 （正二位、没後追贈）
- 二条昭実 1585年（天正13年）7月10日
- 近衛信尹 1585年（天正13年）7月11日
- 豊臣秀吉 1585年（天正13年）7月11日
- 今出川兼季 1585年（天正13年）7月11日
- 高台院 1588年 （天正16年）4月19日
- 鷹司信房 1589年（天正17年）1月6日
- 柳原淳光 1597年（慶長2年）8月6日
- 勧修寺晴豊 1601年（慶長6年）1月6日
- 徳川家康 1602年（慶長7年）1月6日
- 烏丸光宣 1611年（慶長16年）11月17日
- 正親町季秀 1612年（慶長17年）6月28日
- 鷹司信尚 1614年（慶長19年）1月5日
- 九条幸家 1614年（慶長19年）1月5日
- 徳川秀忠 1614年（慶長19年）3月9日
- 西園寺実益 1617年（元和3年）1月5日
- 阿茶局 1620年（元和6年）
- 近衛信尋 1620年（元和6年）1月7日
- 広橋兼勝 1620年（元和6年）12月11日
- 花山院定熙 1620年（元和6年）12月13日
- 徳川家光 1626年（寛永3年）8月19日
- 崇源院 1626年（寛永3年）11月28日
- 西郷局 1628年（寛永5年）5月9日[3]
- 一条昭良 1629年（寛永6年）11月8日
- 三条西実条 1635年（寛永12年）1月5日
- 西園寺公益 1635年（寛永12年）1月5日
- 二条康道 1639年（寛永16年）1月5日
- 近衛尚嗣 1648年（正保5年）1月5日
- 中院通村 1653年（承応2年）
- 清閑寺共房 1654年（承応3年）12月28日
- 鷹司教平 1655年（承応4年）1月29日
- 三条実秀 1657年（明暦3年）1月5日
- 二条光平 1657年（明暦3年）3月8日
- 広橋兼賢 1660年（万治3年）12月24日
- 花山院定好 1660年（万治3年）12月24日
- 西園寺実晴 1660年（万治3年）12月28日
- 徳大寺公信 1661年（万治4年）1月5日
- 大炊御門経孝 1665年（寛文5年）12月23日
- 鷹司房輔 1672年（寛文12年）1月5日
- 三条公富 1672年（寛文12年）1月5日
- 清閑寺共綱 1675年（延宝3年）
- 飛鳥井雅章 1677年（延宝5年）閏12月21日
- 柳原資行 1679年（延宝7年）8月11日
- 一条兼輝 1682年（天和2年）2月24日
- 園基福 1686年（貞享3年）5月16日
- 近衛基熙 1686年（貞享3年）5月29日
- 清閑寺熙房 1686年（貞享3年）10月10日
- 坊城俊広 1687年（貞享4年）12月23日
- 一条兼輝 1694年（元禄7年）2月19日
- 今出川公規 1694年（元禄7年）10月23日
- 大炊御門経光 1694年（元禄7年）10月23日
- 桂昌院 1702年（元禄15年）3月9日
- 中院通茂 1705年（宝永2年）1月20日
- 鷹司兼熙 1705年（宝永2年）1月23日
- 三条実治 1705年（宝永2年）2月1日
- 葉室頼孝 1705年（宝永2年）11月28日
- 近衛家熙 1708年（宝永5年）1月6日
- 勧修寺経慶 1708年（宝永5年）11月27日
- 柳原資廉 1708年（宝永5年）12月13日
- 鷹司信子 1709年（宝永6年）3月6日 （没時追贈）
- 万里小路淳房 1709年（宝永6年）9月16日
- 久我通誠 1711年（正徳元年）
- 九条輔実 1711年（正徳元年）4月26日
- 正親町公通 1712年（正徳2年）12月25日
- 近衛熙子 1713年（正徳3年）3月3日
- 二条綱平 1715年（正徳5年）12月27日
- 松木宗顕 1715年（正徳5年）12月28日
- 中山篤親 1716年（享保元年）9月6日
- 庭田重条 1718年（享保3年）閏10月1日
- 近衛家久 1723年（享保8年）1月28日
- 櫛笥隆賀 1724年（享保9年）6月6日
- 広幡豊忠 1726年（享保11年）11月23日
- 中院通躬 1728年（享保13年）2月1日
- 二条吉忠 1729年（享保14年）11月14日
- 醍醐冬熙 1729年（享保14年）11月14日
- 西園寺致季 1729年（享保14年）11月14日
- 一条兼香 1732年（享保17年）12月27日
- 中山兼親 1734年（享保19年）10月24日
- 坊城俊清 1736年（元文元年）6月1日
- 武者小路実陰 1738年（元文3年）9月26日
- 日野資時 1742年（寛保2年）10月25日
- 久我惟通 1743年（寛保3年）6月29日
- 一条道香 1743年（寛保3年）12月28日
- 櫛笥隆成 1744年（延享元年）9月6日
- 花山院常雅 1747年（延享4年）2月1日
- 近衛内前 1750年（寛延3年）1月10日
- 二条宗基 1752年（宝暦2年）1月10日
- 三条実顕 1754年（宝暦4年）8月17日
- 久我通兄 1754年（宝暦4年）11月26日
- 九条尚実 1755年（宝暦5年）3月2日
- 葉室頼胤 1755年（宝暦5年）6月15日
- 醍醐兼潔 1760年（宝暦10年）1月27日
- 西園寺公晃 1760年（宝暦10年）1月27日
- 柳原光綱 1760年（宝暦10年）9月28日
- 鷹司孝子 1763年（宝暦13年）4月16日 （没後追贈）
- 万里小路稙房 1763年（宝暦13年）6月19日
- 鷹司輔平 1763年（宝暦13年）8月1日
- 飛鳥井雅香 1765年（明和2年）12月19日
- 九条道前 1769年（明和6年）1月9日
- 三条季晴 1772年（明和9年）3月28日
- 広橋兼胤 1775年（安永4年）10月28日
- 一条輝良 1775年（安永4年）12月2日
- 甘露寺規長 1775年（安永4年）12月2日
- 姉小路公文 1776年（安永5年）11月15日
- 葉室頼要 1776年（安永5年）12月19日
- 松木宗長 1778年（安永7年）1月15日
- 飛鳥井雅重 1779年（安永8年）4月14日
- 正親町実連 1779年（安永8年）4月16日
- 庭田重熈 1779年（安永8年）5月29日
- 近衛経熙 1781年（安永10年）1月8日
- 広幡前豊 1781年（天明元年）6月4日
- 大炊御門家孝 1789年（寛政元年）7月1日
- 西園寺賞季 1790年（寛政2年）9月15日
- 日野資枝 1793年（寛政5年）6月11日
- 清閑寺益房 1793年（寛政5年）6月11日
- 鷹司政熙 1796年（寛政8年）2月4日
- 二条治孝 1796年（寛政8年）2月4日
- 四条隆叙 1797年（寛政9年）12月26日
- 万里小路政房 1797年（寛政9年）12月26日
- 一条忠良 1799年（寛政11年）3月16日
- 三条実起 1800年（寛政12年）3月14日
- 徳大寺実祖 1800年（寛政12年）5月25日
- 今出川実種 1800年（寛政12年）9月20日
- 近衛基前 1805年（文化2年）3月28日
- 油小路隆前 1808年（文化5年）12月19日
- 甘露寺篤長 1812年（文化9年）2月28日
- 広橋伊光 1812年（文化9年）4月26日
- 花山院愛徳 1815年（文化12年）2月26日
- 鷹司政通 1815年（文化12年）12月4日
- 清閑寺昶定 1817年（文化14年）11月27日
- 広橋胤定 1819年（文政2年）12月22日
- 徳川治済 1820年（文政3年）4月21日
- 日野資矩 1820年（文政3年）6月15日
- 庭田重嗣 1820年（文政3年）6月15日
- 徳川家斉 1822年（文政5年）3月5日
- 三条公修 1822年（文政5年）12月21日
- 九条尚忠 1824年（文政7年）5月7日
- 二条斉信 1824年（文政7年）5月7日
- 大炊御門経久 1824年（文政7年）6月4日
- 甘露寺国長 1824年（文政7年）12月19日
- 久我通明 1825年（文政8年）2月11日
- 広橋胤定 1825年（文政8年）10月28日
- 六条有庸 1826年（文政9年）12月19日
- 徳川家慶 1827年（文政10年）3月18日
- 徳川光貞 1832年（天保3年）3月5日 （従二位）
- 山科忠言 1833年（天保4年）2月26日
- 近衛忠熙 1834年（天保5年）6月5日
- 徳川治寶 1837年（天保8年）8月28日
- 徳川家定 1837年（天保8年）9月2日
- 徳川斉匡 1837年（天保8年）10月28日
- 近衛寔子 1842年（天保13年）2月25日[4]
- 庭田重能 1842年（天保13年）8月19日
- 日野資愛 1845年（弘化2年）8月8日
- 万里小路建房 1846年（弘化3年）9月13日
- 花山院家厚 1848年（嘉永元年）5月18日
- 醍醐輝弘 1849年（嘉永2年）1月5日
- 鷹司輔熙 1849年（嘉永2年）1月14日
- 徳大寺実堅 1849年（嘉永2年）1月21日
- 飛鳥井雅光 1849年（嘉永2年）12月19日
- 坊城俊明 1854年（嘉永7年）6月30日
- 鷲尾隆純 1857年（安政4年）2月12日
- 広幡基豊 1857年（安政4年）5月28日
- 飛鳥井雅久 1857年（安政4年）7月4日
- 一条忠香 1860年（万延元年）4月5日
- 広橋光成 1860年（万延元年）11月23日
- 二条斉敬 1862年（文久2年）9月28日
- 烏丸光政 1863年（文久3年）9月20日
- 徳川家茂 1864年（文久4年）1月21日
- 徳大寺公純 1866年（慶応2年）1月15日
- 近衛忠房 1866年（慶応2年）1月18日
- 一条実良 1867年（慶応3年）11月30日
- 九条道孝 1868年（慶応4年）4月22日
- 三条実美 1868年（慶応4年）4月22日
- 中山忠能 1868年（慶応4年）4月26日

### 近代
- 徳川慶勝 1869年（明治2年）9月26日
- 島津斉彬 1869年（明治2年）11月22日 （従四位上、没後追贈）
- 徳川斉昭 1869年（明治2年）12月20日 （従三位、没後追贈）
- 徳川光圀 1869年（明治2年）12月25日 （従三位、没後追贈）
- 毛利敬親 1871年（明治4年）（従二位、没後追贈）
- 山内豊信 1872年（明治5年）6月27日 （正二位）
- 中山愛親 1884年（明治17年）4月7日 （正二位、没後追贈）
- 島津久光 1887年（明治20年）9月21日
- 嵯峨実愛 1888年（明治21年）1月20日（正二位）
- 徳川慶喜 1888年（明治21年）6月20日（正二位）
- 松平春嶽 1888年（明治21年）9月7日（正二位）
- 六条有容 1890年（明治23年）3月19日 （従二位、没後追贈）
- 中御門経之 1891年（明治24年）8月（正二位）
- 岩倉恒具 1891年（明治24年）12月17日 （従二位、没後追贈）
- 正親町三条公積 1891年（明治24年）12月17日 （従二位、没後追贈）
- 烏丸光胤 1891年（明治24年）12月17日 （正二位、没後追贈）
- 徳大寺公城 1891年（明治24年）12月17日 （従二位、没後追贈）
- 伊達宗城 1892年（明治25年）12月17日
- 毛利元徳 1895年（明治28年）6月17日
- 島津忠義 1895年（明治28年）6月17日
- 徳大寺実則 1899年（明治32年）12月
- 中山慶子 1900年（明治33年）1月15日
- 鍋島直正 1900年（明治33年）3月6日 （従四位下、没後追贈）
- 黒田清隆 1900年（明治33年）8月25日（正二位、没後追贈）
- 大久保利通 1901年（明治34年）5月22日 （正三位、没後追贈）
- 木戸孝允 1901年（明治34年）5月22日 （従三位、没後追贈）
- 大江磐代 1902年（明治35年）6月2日 （没後追贈）
- 西郷従道 1902年（明治35年）7月18日 （正二位、没後追贈）
- 菊池武時 1902年（明治35年）11月12日 （没後追贈）
- 北条時宗 1904年（明治37年）5月17日 （正五位下、没後追贈）
- 徳川茂承 1906年（明治39年）8月20日 （従二位、没後追贈）
- 池田慶徳 1907年（明治40年）5月10日 （従四位下、没後追贈）
- 伊藤博文 1909年（明治42年）10月26日 （正二位、没後追贈）
- 佐佐木高行 1910年（明治43年）3月2日（没後追贈）
- 徳川昭武 1910年（明治43年）7月3日（没後追贈）
- 桂太郎 1913年（大正2年）10月10日 （正二位、没後追贈）
- 伊東祐亨 1914年（大正3年）1月16日（正二位、没後追贈）
- 香川敬三 1915年（大正4年）3月18日（正二位、没後追贈）
- 井上馨 1915年（大正4年）9月1日（正二位、没後追贈）
- 三条西実隆 1915年（大正4年）11月10日 （正二位、没後追贈）
- 山科言継 1915年（大正4年）11月10日 （正二位、没後追贈）
- 津軽承昭 1916年（大正5年）7月19日（没後追贈）
- 大山巌 1916年（大正5年）12月10日 （正二位、没後追贈）
- 蜂須賀茂韶 1918年（大正7年）2月10日 （正二位、没後追贈）
- 鷹司熙通 1918年（大正7年）5月17日（正二位勲一等公爵、没後追贈）
- 板垣退助 1919年（大正8年）7月16日（正二位勲一等伯爵、没後追贈従一位[5]）
- 鍋島直大 1921年（大正10年）6月18日（正二位、没後追贈）
- 大隈重信 1922年（大正11年）1月10日（正二位、没後追贈）
- 山縣有朋 1922年（大正11年）2月1日 （正二位、没後追贈）
- 松方正義 1924年（大正13年）7月2日（正二位、没後追贈）
- 大谷光尊 1927年（昭和2年）4月30日 （正五位、没後追贈）
- 葉室光親（藤原光親） 1928年（昭和3年）11月10日 （正二位、没後追贈）
- 葉室宗行（藤原宗行） 1928年（昭和3年）11月10日 （正三位、没後追贈）[6]
- 源有雅 1928年（昭和3年）11月10日 （正三位、没後追贈）
- 井上良馨 1929年（昭和4年）3月22日 （正二位、没後追贈）
- 上原勇作 1933年（昭和8年）6月8日 （正二位、没後追贈）
- 山本権兵衛 1933年（昭和8年）12月9日 （正二位、没後追贈）
- 東郷平八郎 1934年（昭和9年）5月30日 （正二位、没後追贈）
- 名和長年 1935年（昭和10年）5月8日 （没後追贈）
- 斎藤実 1936年（昭和11年）2月26日（正二位、没後追贈）
- 浅野長勲 1937年（昭和12年）2月1日（正二位、没後追贈）
- 田中光顕 1939年（昭和14年）3月28日（正二位、没後追贈）
- 徳川家達 1940年（昭和15年）6月5日（正二位、没後追贈）
- 西園寺公望 1940年（昭和]5年）11月24日 （正二位、没後追贈）
- 清浦奎吾 1942年（昭和17年）11月7日 （正三位、没後追贈）
- 大谷光勝 1943年（昭和18年）4月9日 （正五位、没後追贈）
- 柳原愛子 1943年（昭和18年）10月16日 （正二位、没後追贈）

### 日本国憲法施行後
死没日追叙が慣例となっているが、鈴木貫太郎は死没後12年経った終戦記念日に叙されている。
| 氏名       | 主な役職                                                                | 従一位に叙位された年月日   | 備考                                                       |
| ---------- | ----------------------------------------------------------------------- | -------------------------- | ---------------------------------------------------------- |
| 牧野伸顕   | 外務大臣、農商務大臣、文部大臣、内大臣                                  | 1949年（昭和24年）1月25日  | 正二位より進階、伯爵、勲一等旭日桐花大綬章                 |
| 松平恆雄   | 参議院議長（初代）、宮内大臣、枢密顧問官、駐米大使、駐英大使            | 1949年（昭和24年）11月14日 | 正二位より進階、勲一等旭日大綬章                           |
| 幣原喜重郎 | 内閣総理大臣（第44代）、衆議院議長（第40代）、復員庁総裁、外務大臣      | 1951年（昭和26年）3月10日  | 従二位より進階、男爵、勲一等旭日桐花大綬章                 |
| 鈴木貫太郎 | 内閣総理大臣（第42代）、枢密院議長、侍従長、海軍大将、海軍軍令部長      | 1960年（昭和35年）8月15日  | 正二位より進階、男爵、勲一等旭日桐花大綬章、功三級金鵄勲章 |
| 吉田茂     | 内閣総理大臣（第45・48-51代）、外務大臣、農林大臣                       | 1967年（昭和42年）10月20日 | 正四位より進階、大勲位菊花章頸飾、大勲位菊花大綬章         |
| 佐藤榮作   | 内閣総理大臣（第61-63代）、大蔵大臣、通商産業大臣、ノーベル平和賞受賞者 | 1975年（昭和50年）6月3日   | 従四位より進階、大勲位菊花章頸飾、大勲位菊花大綬章         |
| 中曽根康弘 | 内閣総理大臣（第71-73代）、運輸大臣、通商産業大臣                       | 2019年（令和元年）11月29日 | 従六位より進階、大勲位菊花章頸飾、大勲位菊花大綬章         |
| 安倍晋三   | 内閣総理大臣（第90・96-98代）、内閣官房長官                             | 2022年（令和4年）7月8日    | 大勲位菊花章頸飾、大勲位菊花大綬章                         |